# Rolling Home
A Rolling Home című karácsony témájú dal a svéd Rednex 5. kimásolt kislemeze a Sex & Violins című stúdióalbumról.

## Megjelenések
12"  Németország ZYX Music – ZYX 8000-12
- A1	Rolling Home (Tretow's Treatment - Radio)	4:41
- A2	The Ultimate Rednex Mega Mix	5:45
- B	Old Pop in an Oak (DJ Cerla + Moratto Remix) 5:08 Remix – DJ Cerla, Moratto

## Slágerlista
| Slágerlista (1995)                  | Legjobb helyezés |
| ----------------------------------- | ---------------- |
| Ausztria Ö3 Austria Top 40          | 18               |
| Svédország Sverigentopplistan       | 32               |
| Németország Official Germany Charts | 32               |